# الإمبراطور الإله كثيب
الإمبراطور الإله كثيب (بالإنجليزية: God Emperor of Dune)‏ هي رواية خيال علمي كتبها فرانك هربرت، نُشرت عام 1981. وهي الرواية الرابعة في سلسلة كثيب التي تتألف من ست روايات، وقد صنفتها مجلة بابليشرز ويكلي في المرتبة 11 ضمن أفضل الكتب الخيالية ذات الغلاف المقوى مبيعًا عام 1981.

## في الثقافة الشعبية
تمت محاكاة الكتاب في برنامج الرسوم المتحركة التلفزيوني مغامرات بيلي وماندي في حلقة موسم 2003–04 بعنوان «ماندي، عديمة الرحمة»، حيث لعبت ماندي دور الإمبراطور ليتو الثاني، ولعب بيلي دور دانكن آيداهو.